# Morinosaurus
Morinosaurus (wat 'Morini-hagedis' betekent, voor een oud volk in Noord-Frankrijk) is een geslacht van uitgestorven sauropode dinosauriërs uit een naamloze formatie van rotsen uit het Laat-Jura (Kimmeridgien) uit Boulogne-sur-Mer, Départment du Pas-de-Calais uit Frankrijk. Het is een obscuur tandgeslacht dat soms wordt verwezen naar het Engelse prullenbaktaxon Pelorosaurus uit het Vroeg-Krijt.

## Geschiedenis en taxonomie
De Franse paleontoloog Henri-Ëmile Sauvage baseerde dit geslacht op een enkele versleten tand, blijkbaar nu verloren gegaan, die hij vergeleek met die van Hypselosaurus. Vreemd genoeg, ondanks illustraties van de tand en de implicaties van het vergelijken ervan met een titanosauriër met smal gekroonde tanden, werd hij in twee belangrijke recensies opgenomen als synoniem van Pelorosaurus. Pelorosaurus, zijnde een vermeende brachiosauride, wordt verondersteld breedgekroonde tanden te hebben gehad.
De leeftijd was echter geen probleem, omdat werd verwezen naar de mogelijke Pelorosaurus-soort Pelorosaurus manseli (= Ischyrosaurus), die ook uit het Laat-Jura stamde (de vraag of Ischyrosaurus of een andere Jura-soort moet worden opgenomen in Pelorosaurus is een ander probleem). De meest recente recensie beschouwt het als een nomen dubium zonder verder commentaar.
Sauvage suggereerde ook dat een gedeeltelijk rechteropperarmbeen tot het type-individu behoorde.

## Paleobiologie
Morinosaurus zou een grote, viervoetige herbivoor zijn geweest. Het hebben van titanosaurusachtige tanden kan duiden op meer titanosauride of diplodocoïde-achtige voedingsgewoonten, maar dit is speculatief. De tandkroon was vijftig millimeter lang en had een doorsnede van twaalf bij zestien millimeter.